# Molorchus longicollis
Molorchus longicollis är en skalbaggsart som beskrevs av Leconte 1873. Molorchus longicollis ingår i släktet Molorchus och familjen långhorningar. Inga underarter finns listade i Catalogue of Life.